# Melchiorre Gafa
Melchiorre Gafa (né Marcello Gafa, souvent surnommé Le Maltais; autres nombreuses orthographes de son patronyme sont par exemple: Caffà, Gafar, Gaffar, Cofà, Caffar), (Il-Birgu, 21 janvier 1636 - Rome, 4 septembre 1667) est un sculpteur maltais, actif à Rome entre 1658 et 1667 où il fut l'un des principaux sculpteurs baroque de son temps aux côtés de Gian Lorenzo Bernini, avant de mourir prématurément des suites d'un accident pendant son travail.

## Biographie

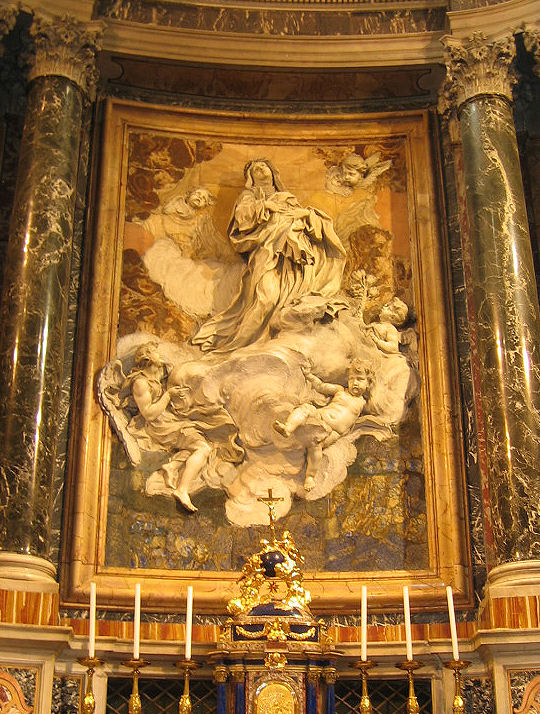
Extase de Sainte Catherine de Sienne, Rome, Santa Caterina a Magnanapoli

Cinquième fils de Marco et Veronica Gafa, il est baptisé à Il-Birgu le 21 janvier 1636 sous le prénom de Marcello (ce n'est qu'après son départ à Rome vers 1658 qu'il se fera appeler Melchiorre),. Il est le frère de l'architecte maltais Lorenzo Gafa.
Son enfance est mal connue, de même que les débuts de sa vocation. Il est probable qu'il ait été protégé par un haut personnage à Malte, chevalier ou religieux, mais il n'en a jamais été trouvé d'indice. À moins de 16 ans, il réalise quelques sculptures pour la cathédrale de Syracuse. 
Puis, il poursuit sa formation à Rome dans l'atelier d'Ercole Ferrata. C'est avec son mentor que Gafa s'installe à Rome en 1658. Sa renommée est rapide puisque moins de deux ans après son arrivée (à moins de 24 ans), il reçoit sa première commande importante par Camillo Pamphili, figure importante de l'aristocratie romaine : il s'agit d'un retable du Martyre de saint Eustache, réalisé en bas-relief sur marbre, pour l'église Sainte-Agnès-en-Agone de la Piazza Navona. Dès 1662, il est considéré comme un maître sculpteur. 
Son chef-d'œuvre est le grand retable de bas-relief de L'Extase de sainte Catherine de Sienne dans l'église dominicaine de Santa Caterina a Magnanapoli à Rome.
Sa carrière est désormais lancée. Quand Camillo Pamphili lui commande en 1663 une Charité de saint Thomas de Villanova, il devient l'un des sculpteurs les plus en vue de Rome. Très inspiré par le travail du Bernin, Gafa se hausse au niveau de son illustre prédécesseur. Vers 1665, l'ambassadeur de l'ordre de Saint-Jean de Jérusalem à Rome affirme même que Gafa est le seul sculpteur que craint Bernini.
En 1666, il retourne à Malte pour la phase initiale du projet du maître-autel pour la co-cathédrale Saint-Jean de La Valette, inachevé à cause de sa mort. Il y passe quatre mois. L'occasion de revoir sa famille, et en particulier son frère Lorenzo.
Pendant le travail sur ce projet, le 4 septembre 1667, il est tué par la chute d'un morceau de matériel à la fonderie de Saint-Pierre.

## Œuvres
- Statue en bois de Saint Paul dans l'église collégiale du naufrage de saint Paul de La Valette, vers 1659[7]
- Madone du Rosaire dans l'église des Dominicains de Rabat, vers 1660[7]
- Statue de marbre de la Mort de Sainte Rose de Lima dans l'église San Domingo à Lima.
- Le martyre de Saint Eustache, bas-relief sur marbre, pour l'église Sainte-Agnès-en-Agone de la Piazza Navona commandé par Camillo Pamphili. Terminé après sa mort par Giovanni Francesco Rossi (it)
- La charité de Saint Thomas de Villanova dans la basilique Sant'Agostino in Campo Marzio, terminé par Ercole Ferrata
- Extase de Sainte Catherine de Sienne, dans l'église Santa Caterina a Magnanapoli], qui fut longtemps attribuée à Bernini.
- Buste du pape Alexandre VII, existe en trois versions : une en terre cuite dans le palais Chigi d'Ariccia et deux en bronze, l'un au Metropolitan Museum of Art de New York et l'autre dans la cathédrale de Sienne.
- Plusieurs œuvres notamment en terre cuite sont conservées dans divers musées : Musée de l'Ermitage, Musée national des Beaux-Arts de La Valette, Palais de Venise à Rome, Fogg Art Museum, Victoria and Albert Museum, etc.

## Galerie

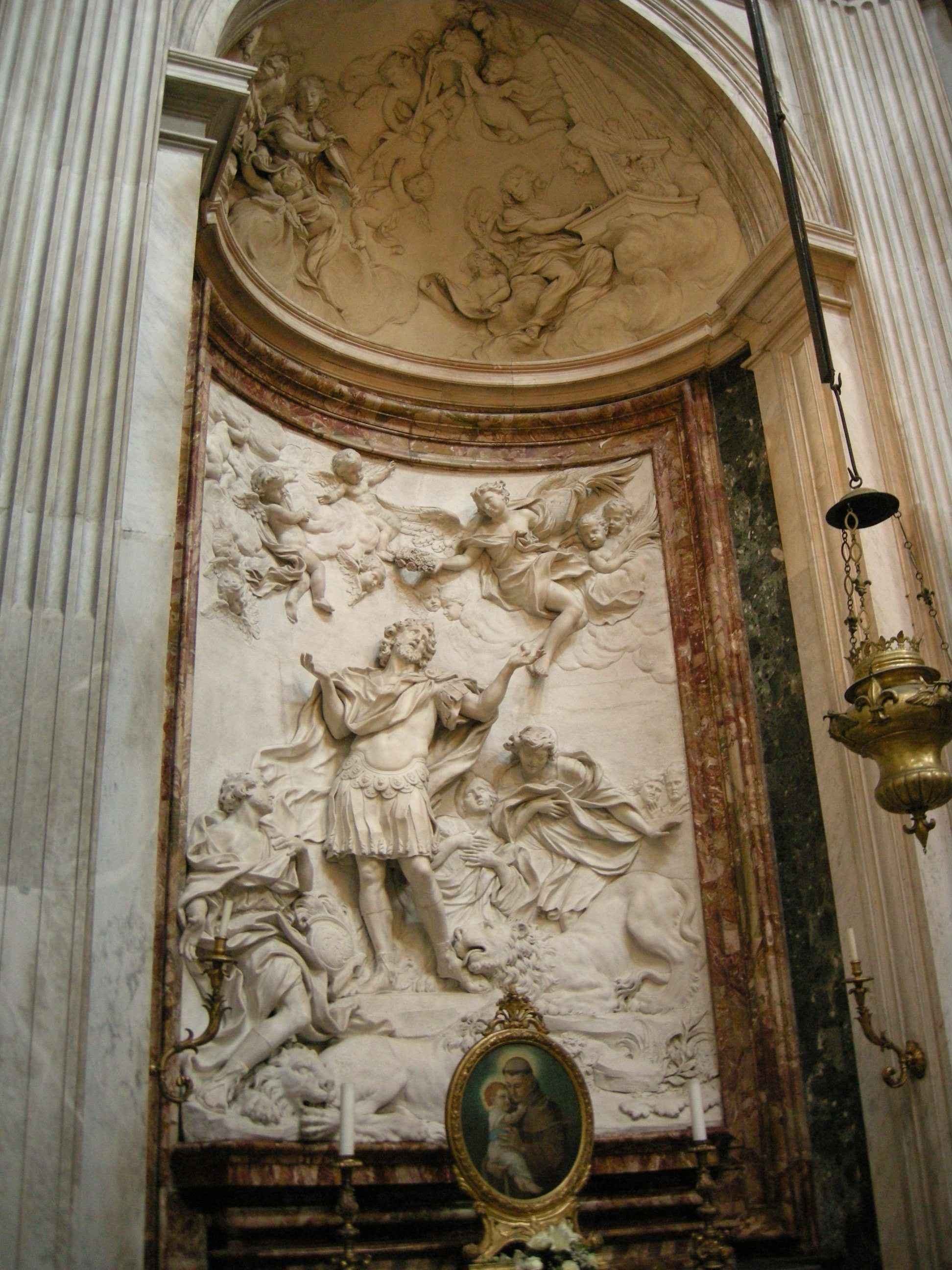
Martyre de Saint Eustache, Rome, Sant'Agnese in Agone
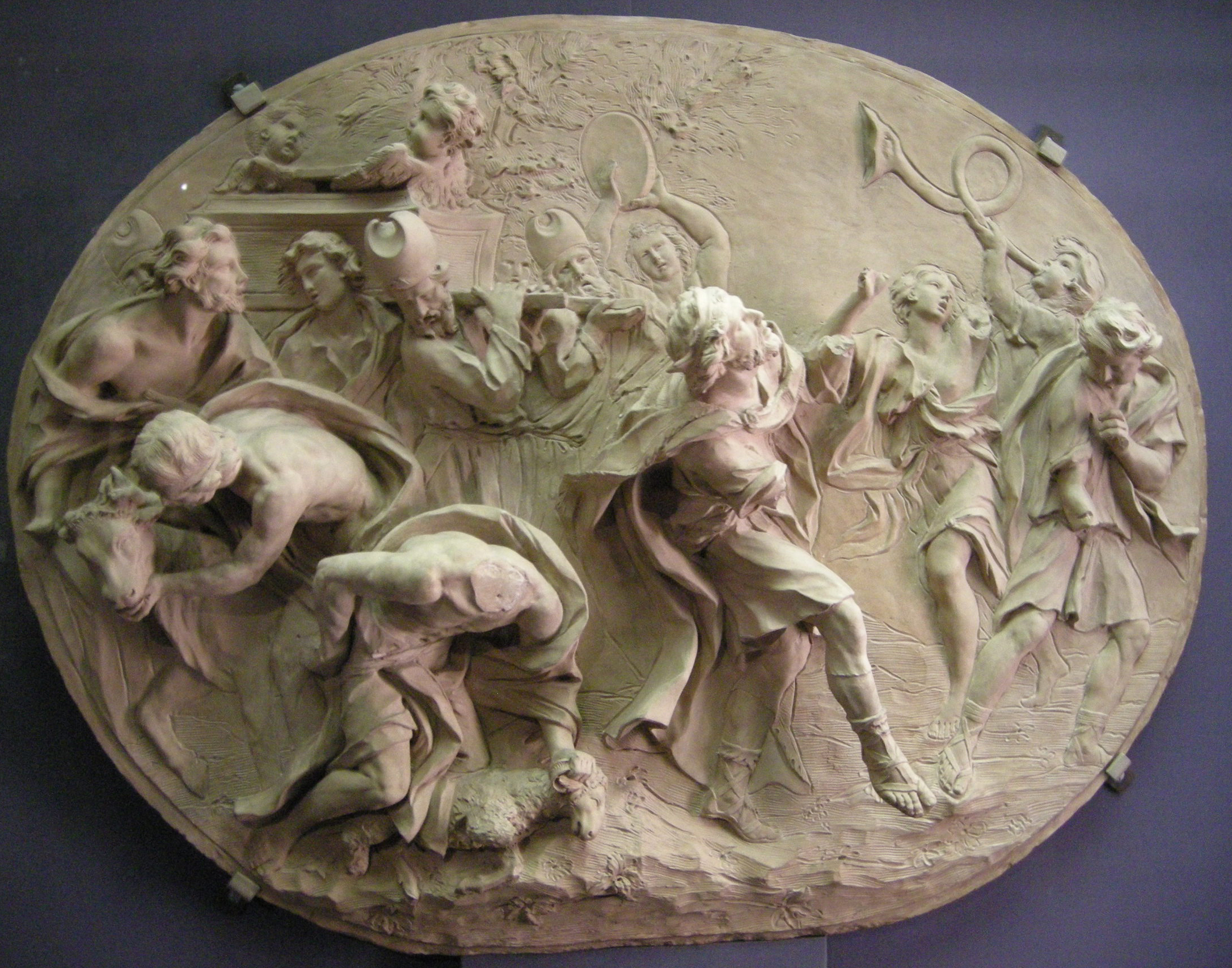
David dansant devant l'arche de l'alliance, Victoria and Albert Museum
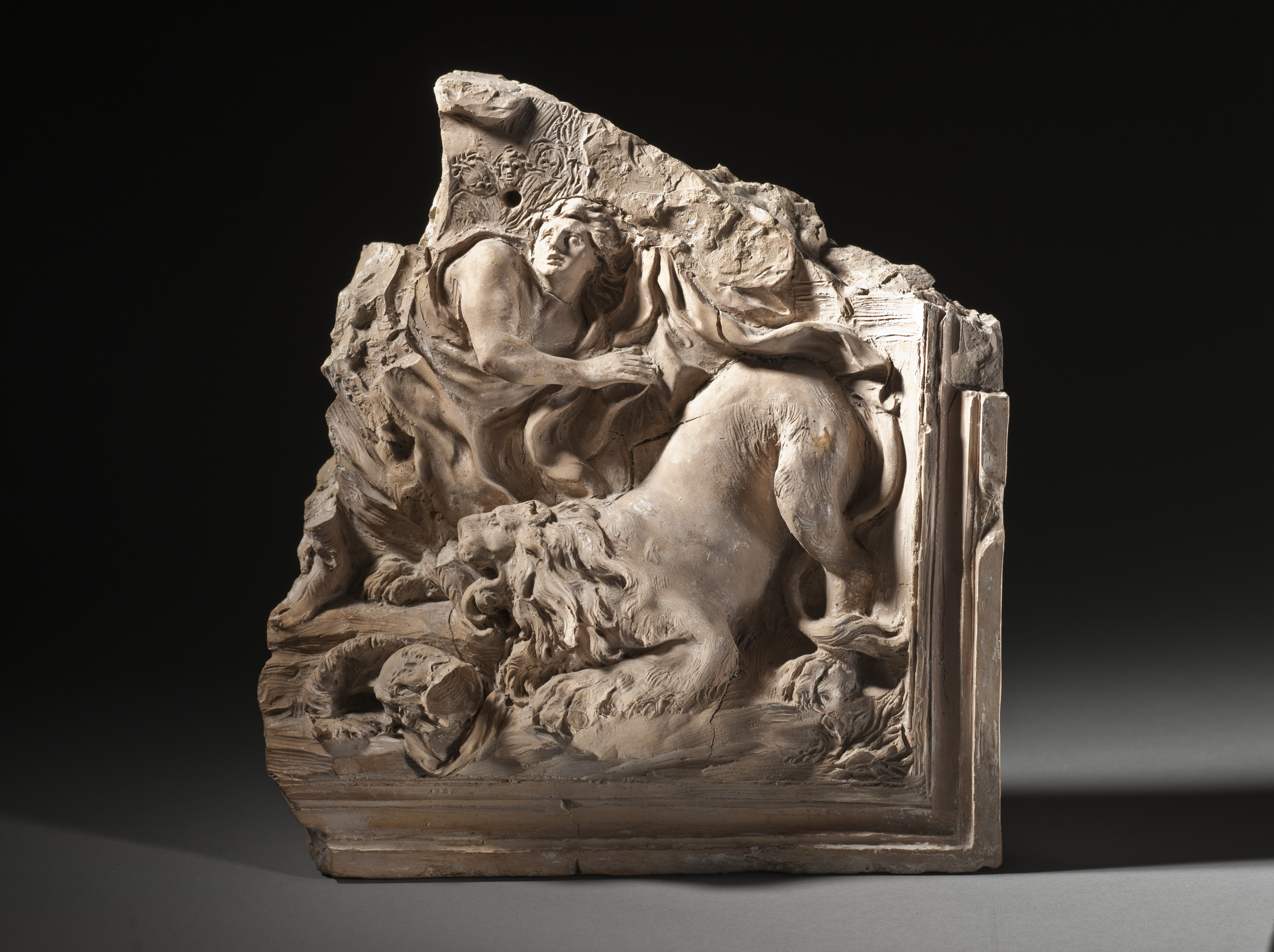
Modèle pour Le Martyre de Saint Eustache, Musée d'Art du comté de Los Angeles
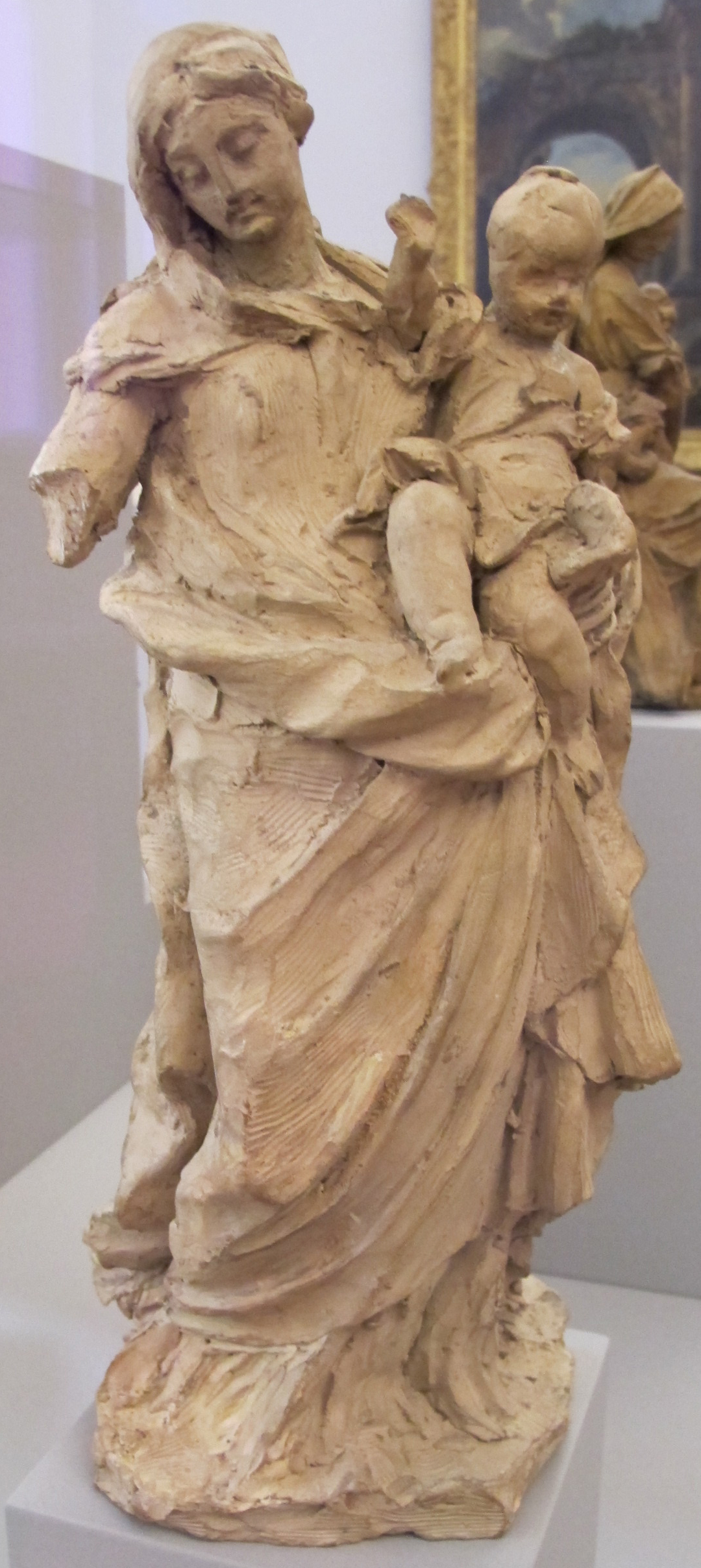
Vierge à l'enfant, Bode-Museum
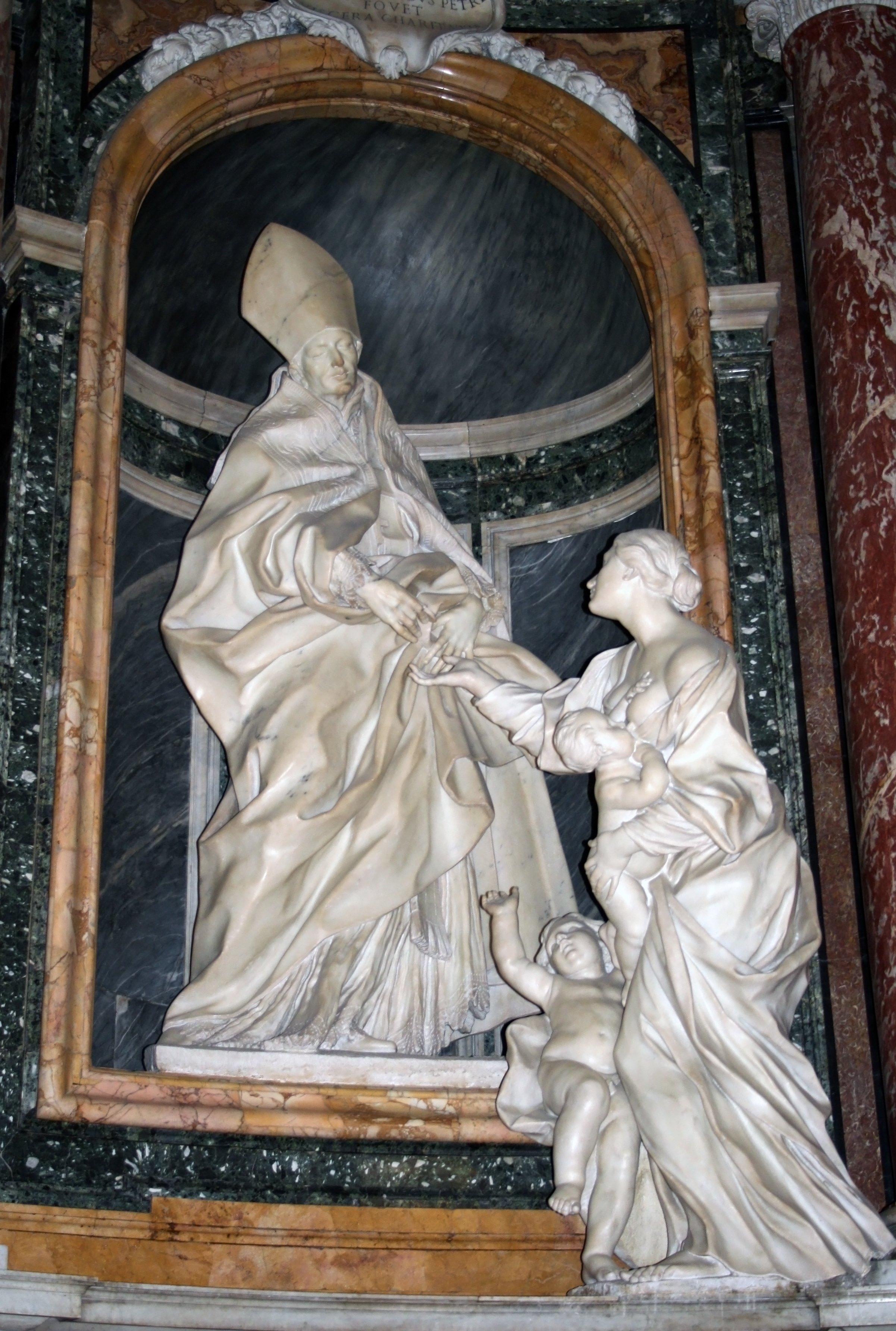
Charité de Saint Thomas de Villanova, Rome, Basilique Sant'Agostino in Campo Marzio